# 1556
1556 (MDLVI) a fost un an bisect al calendarului iulian, care a început într-o zi de miercuri.

## Evenimente
- 23 ianuarie: A avut loc cel mai dezastruos cutremur din lume, în provincia chineză Shaanxi. Bilanț: 830.000 decese.

## Nașteri
- dată necunoscută: Anne Hathaway (Shakespeare)  (d. 1623)
- 11 septembrie: Iosif de Calasanz pedagog, întemeietorul piariștilor (d. 1648)
- dată necunoscută: Isaac Oliver pictor britanic (d. 1617)
- dată necunoscută: Petru Cercel domn al Țării Românești (d. 1590)
- dată necunoscută: Ieremia Valahul  (d. 1625)
- 23 decembrie: Mikuláš Dačický  (d. 1626)
- dată necunoscută: Luis de Carvajal  (d. 1607)
- dată necunoscută: Demetrius Napragyi episcop romano-catolic (d. 1619)
- dată necunoscută: Nazperver Sultan  (d. 1595)
- dată necunoscută: Giuseppe Scala  (d. 1585)

## Decese
- 31 iulie: Ignațiu de Loyola sfânt catolic, întemeietor al Societății lui Isus (n. 1491)
- dată necunoscută: Fuzûlî  (n. 1494)
- 21 martie: Thomas Cranmer  (n. 1489)
- 21 octombrie: Pietro Aretino  (n. 1492)
- 31 decembrie: Jacopo da Pontormo  (n. 1494)
- dată necunoscută: Lorenzo Lotto pictor italian (n. 1480)
- 10 iunie: Martin Agricola  (n. 1486)
- 21 ianuarie: Maxim Grecul  (n. 1475)
- 30 ianuarie: Sebestyén Tinódi Lantos poet maghiar (n. 1495)
- iulie: Dionisie al II-lea al Constantinopolului patriarh al Constantinopolului (n. ?)